# 朱胤栘
瀋憲王朱胤栘（1501年—1549年），自號南山道人，明朝第五代瀋王，追封惠王朱勛潪的嫡第一子，追封安王朱詮鉌嫡長孫，莊王朱幼㙾庶曾孫。他在嘉靖五年（1526年）襲封靈川王，嘉靖九年（1530年）以懷王朱胤榿絕嗣為由暫任管瀋府宗理。嘉靖十年（1531年）晉封瀋王，為人好學，善于古文詩詞，通曉聲律，著有《保和齋槀》。他在位十八年，在嘉靖二十八年（1549年）去世。四年後其嫡次子朱恬烄嗣位。
另有嫡五子鎮康恭裕王朱恬焯、嫡七子安慶端懿王朱恬爖。
| 前任： 父恭裕王朱勛潪   | 明靈川國國王 1526年—1531年 | 無 原因：襲封瀋藩國，封國廢除       |
| 前任： 堂兄懷王朱胤榿   | 明瀋國宗理 1530年－1531年  | 無 原因：瀋國回歸瀋王管理，職位廢除 |
| 前任： 伯祖父恭王朱詮鉦 | 明瀋國國王 1531年－1549年  | 繼任： 子宣王朱恬烄                 |